# Кампания на реактора
Това е термин от областта на ядрената енергетика и по-специално от експлоатацията на Ядрените Електрически Централи. Кампания на реактора се нарича времето между две последователни презареждания на реактора с ядрено гориво. Това важи за реакторите с режим на прекъснато частично презареждане, при които през определен период (може да варира от около 1 до около 2 години) реактора се презарежда със свежо ядрено гориво, като от активната зона на реактора се изважда само една част от горивото, „изгоряла“ до определена дълбочина и се заменя със свежо. Целта е по време на работа на реактора да се осигури достатъчен коефициент на размножение за осъществяване на верижната реакция на делене.
В някои централи, като тези с реактори ВВЕР, кампанията на реактора е съчетана с плановите годишни ремонти. При спиране на реактора, освен презареждане се провеждат и ремонтни и инспекционни дейности на оборудването по предварително изготвен график.